# Psaume 37 (36)

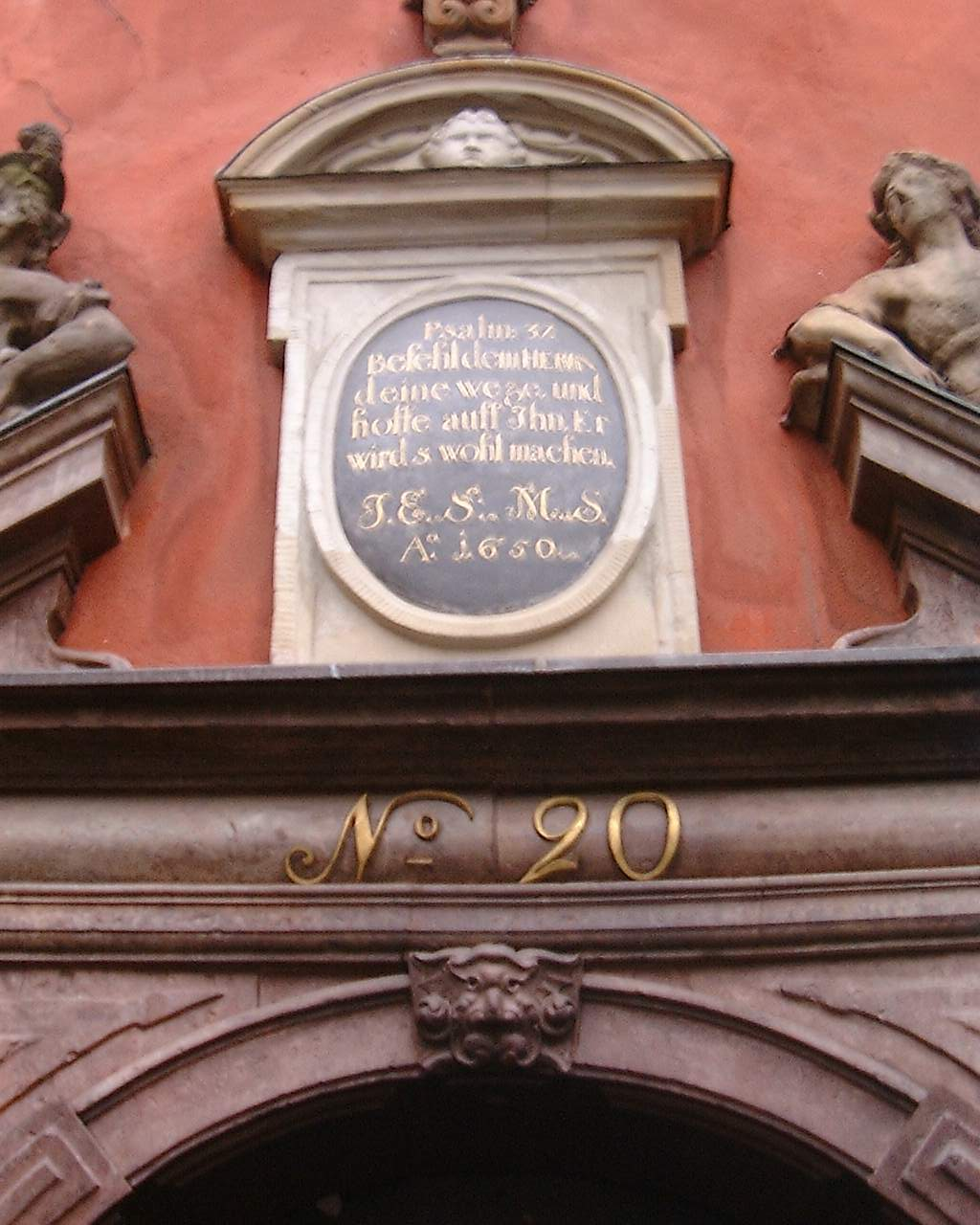
Inscription sur la porte d'entrée du 20, Stortorget, Gamla stan, Stockholm citant le Psaume 37 :5 en vieil allemand (traduit en français)« Remettez votre voie à l'Éternel ; confiez-vous aussi en lui, et il la réalisera. »

Le psaume 37 (36 selon la numérotation grecque) est un psaume qui exprime la confiance d'un homme juste face au mal autour de lui.

## Texte
| 1  | א לְדָוִד: אַל-תִּתְחַר בַּמְּרֵעִים; אַל-תְּקַנֵּא, בְּעֹשֵׂי עַוְלָה.                            | De David. Ne t’irrite pas contre les méchants, n’envie pas ceux qui font le mal.                                                                                        | ipsi David noli æmulari in malignantibus neque zelaveris facientes iniquitatem                                                   |
| 2  | ב כִּי כֶחָצִיר, מְהֵרָה יִמָּלוּ; וּכְיֶרֶק דֶּשֶׁא, יִבּוֹלוּן.                              | Car ils sont fauchés aussi vite que l’herbe, et ils se flétrissent comme le gazon vert.                                                                                 | quoniam tamquam fænum velociter arescent et quemadmodum holera herbarum cito decident                                            |
| 3  | ג בְּטַח בַּיהוָה, וַעֲשֵׂה-טוֹב; שְׁכָן-אֶרֶץ, וּרְעֵה אֱמוּנָה.                            | Confie-toi en l’Éternel, et pratique le bien ; aie le pays pour demeure et la fidélité pour pâture.                                                                     | spera in Domino et fac bonitatem et inhabita terram et pasceris in divitiis ejus                                                 |
| 4  | ד וְהִתְעַנַּג עַל-יְהוָה; וְיִתֶּן-לְךָ, מִשְׁאֲלֹת לִבֶּךָ.                                  | Fais de l’Éternel tes délices, et il te donnera ce que ton cœur désire.                                                                                                 | delectare in Domino et dabit tibi petitiones cordis tui                                                                          |
| 5  | ה גּוֹל עַל-יְהוָה דַּרְכֶּךָ; וּבְטַח עָלָיו, וְהוּא יַעֲשֶׂה.                              | Recommande ton sort à l’Éternel, mets en lui ta confiance, et il agira.                                                                                                 | revela Domino viam tuam et spera in eum et ipse faciet                                                                           |
| 6  | ו וְהוֹצִיא כָאוֹר צִדְקֶךָ; וּמִשְׁפָּטֶךָ, כַּצָּהֳרָיִם.                                    | Il fera paraître ta justice comme la lumière, et ton droit comme le soleil à son midi.                                                                                  | et educet quasi lumen justitiam tuam et judicium tuum tamquam meridiem                                                           |
| 7  | ז דּוֹם, לַיהוָה-- וְהִתְחוֹלֵל-לוֹ:אַל-תִּתְחַר, בְּמַצְלִיחַ דַּרְכּוֹ; בְּאִישׁ, עֹשֶׂה מְזִמּוֹת.       | Garde le silence devant l’Éternel, et espère en lui ; ne t’irrite pas contre celui qui réussit dans ses voies, contre l’homme qui vient à bout de ses mauvais desseins. | subditus esto Domino et ora eum noli æmulari in eo qui prosperatur in via sua in homine faciente injustitias                     |
| 8  | ח הֶרֶף מֵאַף, וַעֲזֹב חֵמָה; אַל-תִּתְחַר, אַךְ-לְהָרֵעַ.                                 | Laisse la colère, abandonne la fureur ; ne t’irrite pas, ce serait mal faire.                                                                                           | desine ab ira et derelinque furorem noli æmulari ut maligneris                                                                   |
| 9  | ט כִּי-מְרֵעִים, יִכָּרֵתוּן; וְקֹוֵי יְהוָה, הֵמָּה יִירְשׁוּ-אָרֶץ.                          | Car les méchants seront retranchés, et ceux qui espèrent en l’Éternel posséderont le pays.                                                                              | quoniam qui malignantur exterminabuntur sustinentes autem Dominum ipsi hereditabunt terram                                       |
| 10 | י וְעוֹד מְעַט, וְאֵין רָשָׁע; וְהִתְבּוֹנַנְתָּ עַל-מְקוֹמוֹ וְאֵינֶנּוּ.                        | Encore un peu de temps, et le méchant n’est plus ; tu regardes le lieu où il était, et il a disparu.                                                                    | et adhuc pusillum et non erit peccator et quaeres locum ejus et non invenies                                                     |
| 11 | יא וַעֲנָוִים יִירְשׁוּ-אָרֶץ; וְהִתְעַנְּגוּ, עַל-רֹב שָׁלוֹם.                              | Les misérables possèdent le pays, et ils jouissent abondamment de la paix.                                                                                              | mansueti autem hereditabunt terram et delectabuntur in multitudine pacis                                                         |
| 12 | יב זֹמֵם רָשָׁע, לַצַּדִּיק; וְחֹרֵק עָלָיו שִׁנָּיו.                                     | Le méchant forme des projets contre le juste, et il grince des dents contre lui.                                                                                        | observabit peccator justum et stridebit super eum dentibus suis                                                                  |
| 13 | יג אֲדֹנָי יִשְׂחַק-לוֹ: כִּי-רָאָה, כִּי-יָבֹא יוֹמוֹ.                                  | Le Seigneur se rit du méchant, car il voit que son jour arrive. | Dominus autem inridebit eum quia prospicit quoniam veniet dies ejus                                                              |
| 14 | יד חֶרֶב, פָּתְחוּ רְשָׁעִים-- וְדָרְכוּ קַשְׁתָּם:לְהַפִּיל, עָנִי וְאֶבְיוֹן; לִטְבוֹחַ, יִשְׁרֵי-דָרֶךְ.    | Les méchants tirent le glaive, ils bandent leur arc, pour faire tomber le malheureux et l’indigent, pour égorger ceux dont la voie est droite.                          | gladium evaginaverunt peccatores intenderunt arcum suum ut decipiant pauperem et inopem ut trucident rectos corde                |
| 15 | טו חַרְבָּם, תָּבוֹא בְלִבָּם; וְקַשְּׁתוֹתָם, תִּשָּׁבַרְנָה.                                   | Leur glaive entre dans leur propre cœur, et leurs arcs se brisent. | gladius eorum intret in corda ipsorum et arcus ipsorum confringatur                                                              |
| 16 | טז טוֹב-מְעַט, לַצַּדִּיק-- מֵהֲמוֹן, רְשָׁעִים רַבִּים.                                 | Mieux vaut le peu du juste que l’abondance de beaucoup de méchants ; | melius est modicum justo super divitias peccatorum multas                                                                        |
| 17 | יז כִּי זְרוֹעוֹת רְשָׁעִים, תִּשָּׁבַרְנָה; וְסוֹמֵךְ צַדִּיקִים יְהוָה.                         | car les bras des méchants seront brisés, mais l’Éternel soutient les justes.                                                                                            | quoniam brachia peccatorum conterentur confirmat autem justos Dominus                                                            |
| 18 | יח יוֹדֵעַ יְהוָה, יְמֵי תְמִימִם; וְנַחֲלָתָם, לְעוֹלָם תִּהְיֶה.                           | L’Éternel connaît les jours des hommes intègres, et leur héritage dure à jamais.                                                                                        | novit Dominus dies inmaculatorum et hereditas eorum in æternum erit                                                              |
| 19 | יט לֹא-יֵבֹשׁוּ, בְּעֵת רָעָה; וּבִימֵי רְעָבוֹן יִשְׂבָּעוּ.                                | Ils ne sont pas confondus au temps du malheur, et ils sont rassasiés aux jours de la famine.                                                                            | non confundentur in tempore malo et in diebus famis saturabuntur                                                                 |
| 20 | כ כִּי רְשָׁעִים, יֹאבֵדוּ, וְאֹיְבֵי יְהוָה, כִּיקַר כָּרִים; כָּלוּ בֶעָשָׁן כָּלוּ.                | Mais les méchants périssent, et les ennemis de l’Éternel, comme les plus beaux pâturages ; ils s’évanouissent, ils s’évanouissent en fumée.                             | quia peccatores peribunt inimici vero Domini mox honorificati fuerint et exaltati deficientes quemadmodum fumus defecerunt       |
| 21 | כא לֹוֶה רָשָׁע, וְלֹא יְשַׁלֵּם; וְצַדִּיק, חוֹנֵן וְנוֹתֵן.                               | Le méchant emprunte, et il ne rend pas ; le juste est compatissant, et il donne.                                                                                        | mutuabitur peccator et non solvet justus autem miseretur et tribuet                                                              |
| 22 | כב כִּי מְבֹרָכָיו, יִירְשׁוּ אָרֶץ; וּמְקֻלָּלָיו, יִכָּרֵתוּ.                               | Car ceux que bénit l’Éternel possèdent le pays, et ceux qu’il maudit sont retranchés.                                                                                   | quia benedicentes ei hereditabunt terram maledicentes autem ei disperibunt                                                       |
| 23 | כג מֵיְהוָה, מִצְעֲדֵי-גֶבֶר כּוֹנָנוּ; וְדַרְכּוֹ יֶחְפָּץ.                                 | L’Éternel affermit les pas de l’homme, et il prend plaisir à sa voie ;                                                                                                  | apud Dominum gressus hominis dirigentur et viam ejus volet                                                                       |
| 24 | כד כִּי-יִפֹּל לֹא-יוּטָל: כִּי-יְהוָה, סוֹמֵךְ יָדוֹ.                                  | S’il tombe, il n’est pas terrassé, car l’Éternel lui prend la main. | cum ceciderit non conlidetur quia Dominus subponit manum suam                                                                    |
| 25 | כה נַעַר, הָיִיתִי-- גַּם-זָקַנְתִּי:וְלֹא-רָאִיתִי, צַדִּיק נֶעֱזָב; וְזַרְעוֹ, מְבַקֶּשׁ-לָחֶם.        | J’ai été jeune, j’ai vieilli ; et je n’ai point vu le juste abandonné, ni sa postérité mendiant son pain.                                                               | junior fui et senui et non vidi justum derelictum nec semen ejus quærens panes                                                   |
| 26 | כו כָּל-הַיּוֹם, חוֹנֵן וּמַלְוֶה; וְזַרְעוֹ, לִבְרָכָה.                                  | Toujours il est compatissant, et il prête ; et sa postérité est bénie.                                                                                                  | tota die miseretur et commodat et semen illius in benedictione erit                                                              |
| 27 | כז סוּר מֵרָע, וַעֲשֵׂה-טוֹב; וּשְׁכֹן לְעוֹלָם.                                      | Détourne-toi du mal, fais le bien, et possède à jamais ta demeure. | declina a malo et fac bonum et inhabita in sæculum sæculi                                                                        |
| 28 | כח כִּי יְהוָה, אֹהֵב מִשְׁפָּט, וְלֹא-יַעֲזֹב אֶת-חֲסִידָיו, לְעוֹלָם נִשְׁמָרוּ;וְזֶרַע רְשָׁעִים נִכְרָת. | Car l’Éternel aime la justice, et il n’abandonne pas ses fidèles ; ils sont toujours sous sa garde, mais la postérité des méchants est retranchée.                      | quia Dominus amat judicium et non derelinquet sanctos suos in æternum conservabuntur injusti punientur et semen impiorum peribit |
| 29 | כט צַדִּיקִים יִירְשׁוּ-אָרֶץ; וְיִשְׁכְּנוּ לָעַד עָלֶיהָ.                                  | Les justes posséderont le pays, et ils y demeureront à jamais. | justi autem hereditabunt terram et inhabitabunt in sæculum sæculi; super eam                                                     |
| 30 | ל פִּי-צַדִּיק, יֶהְגֶּה חָכְמָה; וּלְשׁוֹנוֹ, תְּדַבֵּר מִשְׁפָּט.                               | La bouche du juste annonce la sagesse, et sa langue proclame la justice.                                                                                                | os justi meditabitur sapientiam et lingua ejus loquetur judicium                                                                 |
| 31 | לא תּוֹרַת אֱלֹהָיו בְּלִבּוֹ; לֹא תִמְעַד אֲשֻׁרָיו.                                     | La loi de son Dieu est dans son cœur ; ses pas ne chancellent point. | lex Dei ejus in corde ipsius et non subplantabuntur gressus ejus                                                                 |
| 32 | לב צוֹפֶה רָשָׁע, לַצַּדִּיק; וּמְבַקֵּשׁ, לַהֲמִיתוֹ.                                     | Le méchant épie le juste, et il cherche à le faire mourir. | considerat peccator justum et quaerit mortificare eum                                                                            |
| 33 | לג יְהוָה, לֹא-יַעַזְבֶנּוּ בְיָדוֹ; וְלֹא יַרְשִׁיעֶנּוּ, בְּהִשָּׁפְטוֹ.                          | L’Éternel ne le laisse pas entre ses mains, et il ne le condamne pas quand il est en jugement.                                                                          | Dominus autem non derelinquet eum in manus ejus nec damnabit eum cum judicabitur illi                                            |
| 34 | לד קַוֵּה אֶל-יְהוָה, וּשְׁמֹר דַּרְכּוֹ, וִירוֹמִמְךָ, לָרֶשֶׁת אָרֶץ;בְּהִכָּרֵת רְשָׁעִים תִּרְאֶה.         | Espère en l’Éternel, garde sa voie, et il t’élèvera pour que tu possèdes le pays ; tu verras les méchants retranchés.                                                   | expecta Dominum et custodi viam ejus et exaltabit te ut hereditate capias terram cum perierint peccatores videbis                |
| 35 | לה רָאִיתִי, רָשָׁע עָרִיץ; וּמִתְעָרֶה, כְּאֶזְרָח רַעֲנָן.                                | J’ai vu le méchant dans toute sa puissance ; il s’étendait comme un arbre verdoyant.                                                                                    | vidi impium superexaltatum et elevatum sicut cedros Libani                                                                       |
| 36 | לו וַיַּעֲבֹר, וְהִנֵּה אֵינֶנּוּ; וָאֲבַקְשֵׁהוּ, וְלֹא נִמְצָא.                               | Je suis venu, et voici qu'il n’était plus ; je le cherche, et il ne se trouve plus.                                                                                     | et transivi et ecce non erat et quæsivi eum et non est inventus locus ejus                                                       |
| 37 | לז שְׁמָר-תָּם, וּרְאֵה יָשָׁר: כִּי-אַחֲרִית לְאִישׁ שָׁלוֹם.                               | Observe celui qui est intègre, et regarde celui qui est droit ; car il y a une postérité pour l’homme de paix.                                                          | custodi innocentiam et vide æquitatem quoniam sunt reliquiæ homini pacifico                                                      |
| 38 | לח וּפֹשְׁעִים, נִשְׁמְדוּ יַחְדָּו; אַחֲרִית רְשָׁעִים נִכְרָתָה.                              | Mais les rebelles sont tous anéantis, la postérité des méchants est retranchée.                                                                                         | injusti autem disperibunt simul reliquiæ impiorum peribunt                                                                       |
| 39 | לט וּתְשׁוּעַת צַדִּיקִים, מֵיְהוָה; מָעוּזָּם, בְּעֵת צָרָה.                               | Le salut des justes vient de l’Éternel ; il est leur protecteur au temps de la détresse.                                                                                | salus autem justorum a Domino et protector eorum in tempore tribulationis                                                        |
| 40 | מ וַיַּעְזְרֵם יְהוָה, וַיְפַלְּטֵם: יְפַלְּטֵם מֵרְשָׁעִים, וְיוֹשִׁיעֵם--כִּי-חָסוּ בוֹ.               | L’Éternel les secourt et les délivre ; il les délivre des méchants et les sauve, parce qu’ils cherchent en lui leur refuge.                                             | et adjuvabit eos Dominus et liberabit eos et eruet eos a peccatoribus et salvabit eos quia speraverunt in eo                     |

## Usages

### Dans le judaïsme
Le verset 21 se trouve dans le traité Avot au chapitre 2 n°14.
Le verset 26 fait partie du paragraphe final de la prière Birkat Hamazon.

### Dans le christianisme
Jésus a cité le verset 11 de ce psaume, mentionné en Mt 5,5.

### Dans l'islam
Le verset 29 de ce psaume est cité dans le Coran, dans la sourate 21 (Al-Anbiya) au verset 105.

## Mise en musique
Le psaume 37 (36) a été mis en musique par Josquin des Prés dans le motet Domine ne in furore.